# Puka
Nguyễn Kiều Cẩm Thơ, thường được biết đến với nghệ danh Puka (sinh ngày 30 tháng 10 năm 1989), là một nữ diễn viên kiêm người dẫn chương trình truyền hình người Việt Nam.

## Tiểu sử
Puka có tên khai sinh là Nguyễn Kiều Cẩm Thơ, sinh ngày 30 tháng 10 năm 1989 tại xã Định Hòa, huyện Lai Vung, tỉnh Đồng Tháp. Cô là con gái út trong gia đình có ba anh chị em. Gia đình Puka vốn theo đạo Phật, song từ nhỏ, cô đã bày tỏ mong muốn được theo đạo Công Giáo và được ba mẹ chấp thuận.
Từ nhỏ, Puka đã yêu thích nghiệp sân khấu và thần tượng Kim Xuân cùng nữ diễn viên Như Phúc khi xem họ diễn trên màn ảnh nhỏ. Cô ao ước có dịp được nhìn ngắm thần tượng của mình, đồng thời được đứng trên sân khấu biểu diễn.
Nghệ danh Puka được cô ví như "tổ nghiệp thương nên cho mình một cái tên để khán giả nhớ đến", vốn xuất phát từ sở thích đơn thuần thời sinh viên là nhân vật hoạt hình Pucca, cũng như cách gọi Puka (Puca) thân thuộc của các thầy cô, đồng nghiệp ở trường sân khấu.
Suốt nhiều hoạt động nghệ thuật, Puka luôn để lại dấu ấn trong lòng khán giả với tài năng và sự kính nghiệp.

## Sự nghiệp

### 2008–2013: Bắt đầu sự nghiệp
Năm 2008, Puka quyết tâm chạm tay đến ước mơ làm nghệ thuật, và may mắn đã mỉm cười khi cô gặp được vợ chồng nghệ sĩ Thanh Điền và Thanh Kim Huệ. Từ đó, Puka bắt đầu hứng thú và theo học lớp diễn xuất của đạo diễn Cao Bá Sơn, Minh Nhí, Công Ninh. Sau thời gian học tập, Puka đã tự tin thi vào trường trường Đại học Sân khấu – Điện ảnh Thành phố Hồ Chí Minh.
Khi bắt đầu theo đuổi con đường nghệ thuật, Puka đã phải trải qua rất nhiều khó khăn nhưng cô vẫn quyết tâm nỗ lực đến cùng. Bằng sự nỗ lực của bản thân và sự giúp đỡ của những người bạn, đồng nghiệp tốt, Puka dần ghi được dấu ấn tên tuổi của mình trong lòng khán giả.

### 2013–nay: Phát triển sự nghiệp và đón nhận
Puka là một trong số ít những gương mặt nữ diễn viên trẻ vừa có thể khiến khán giả cười nghiêng ngả với lối diễn hài hước, duyên dáng, lại vừa có thể lấy đi không ít nước mắt của khán giả qua những vở diễn mang màu sắc chính kịch. Bắt đầu chạm ngõ sân khấu bằng một vai diễn nhỏ trong vở diễn Họa hồn, Puka đã nhanh chóng trở thành một cái tên quen thuộc vói khán giả sân khấu kịch Thế Giới Trẻ.
Trải qua nhiều năm hoạt động nghệ thuật, Puka ngày càng được khán giả biết đến rộng rãi hơn. Năm 2016, cô trở thành Á quân của chương trình Cười Xuyên Việt phiên bản dành cho nghệ sĩ. Cô cũng nhận được giải thưởng Ngôi sao Xanh trong hạng mục "Diễn viên triển vọng" với vai Lý trong phim truyền hình Cô Thắm về làng.
Năm 2017 và 2019, Puka xuất sắc được đề cử trong top 5 và top 3 giải Mai Vàng ở danh mục nữ diễn viên sân khấu và diễn viên hài. Bên cạnh đó, cô cũng tham gia các chương trình truyền hình với nhiều vai trò khác nhau. Năm 2022, cô xuất sắc nhận được Huy chương vàng tại Liên hoan Kịch nói Toàn quốc và giải thưởng Ngôi Sao Xanh cho Nữ diễn viên xuất sắc nhất.

## Đời tư
Sau hơn bốn năm hẹn hò kín tiếng và nhiều lần nhận được lời cầu hôn, tháng 11 năm 2023, Puka kết hôn cùng nam ca sĩ Gin Tuấn Kiệt. Đám cưới của họ kéo dài từ ngày 1 đến ngày 16 tháng 11 năm 2023, được tổ chức tại các địa điểm gồm Cam Ranh, thành phố Hồ Chí Minh, và Đồng Tháp, quy tụ hàng trăm khách mời nổi tiếng, nhận về hàng triệu lượt quan tâm theo dõi và chúc phúc của khán giả cả nước. Trước đó, cả hai cũng nhận được đông đảo sự chú ý khi sắm vai cô dâu và chú rể, tái hiện lại khung cảnh đám cưới miền Tây Nam Bộ vào những năm 1980, trong chương trình Hành trình rực rỡ.
Ngày 1 tháng 11 năm 2024, Puka xác nhận đang mang bầu đứa con đầu lòng cùng với Gin Tuấn Kiệt. Cô hạ sinh đứa con đầu lòng vào ngày 5 tháng 5 năm 2025.

## Sản phẩm

### Kịch
| Tựa                     | Vai diễn   | Đạo diễn        |
| ----------------------- | ---------- | --------------- |
| Họa hồn                 |            | Ngọc Hùng       |
| Đời như ý               | Như Ý      | Bùi Quốc Bảo    |
| Kỳ nghỉ kinh hoàng      | Mẫn Nhi    | Ngọc Hùng       |
| Chuyện tình Bangkok     | Bẹo        | Ngọc Hùng       |
| Giếng oan hồn           |            | Ngọc Hùng       |
| Gia đình siêu quậy      |            | Ngọc Hùng       |
| Thần tiên cũng nổi điên |            | Ngọc Hùng       |
| Mỹ nam đại chiến        |            | Ngọc Hùng       |
| Hồn anh xác em          | Khánh Linh | Ngọc Hùng       |
| Tình kỹ nữ              | Má Mì      | Phúc Zelo       |
| Lạnh nhẹ từ phía sau    |            | Cao Tấn Lộc     |
| Chuyện cũ mình bỏ qua   |            | Bùi Quốc Bảo    |
| Huyết oán               |            | Nguyễn Hữu Tiến |
| Người vô hình           | Liễu       | Bùi Quốc Bảo    |
| Ngôi làng ma            |            | Ngọc Hùng       |
| Chuyện hai chàng        |            | Ngọc Hùng       |
| Mẹ chồng rắc rối        |            | Ngọc Hùng       |
| Hợp đồng yêu đương      |            | Ngọc Hùng       |
| Bao giờ mẹ lấy chồng    | Mai        | Ngọc Hùng       |
| Nghiệp quật             |            | Tiết Duy Hòa    |
| Hót gơ nổi loạn         | Mộng nhỏ   | NSƯT Hữu Châu   |
| Ngày hội cái bang       | Thị Mầu    | NSƯT Hữu Châu   |

### Phim điện ảnh
| Năm  | Tựa phim                        | Vai diễn   | Đạo diễn!           |
| ---- | ------------------------------- | ---------- | ------------------- |
| 2016 | Găng tay đỏ                     | Chị Lực    | Nguyễn Tuấn Anh     |
| 2016 | Chạy đi rồi tính                | Số 9       | Bảo Nhân - Nam Cito |
| 2017 | Yêu đi, đừng sợ!                | Trang Ú    | Stephane Gauger     |
| 2017 | Anh em siêu quậy                | Mơ         | Lê Bảo Trung        |
| 2017 | Về quê ăn Tết                   | Quy        | Ngô Thanh Vân       |
| 2018 | Mùa viết tình ca                | Kim Chương | Thắng Vũ            |
| 2018 | Siêu sao siêu ngố               |            | Đức Thịnh           |
| 2019 | Nhân duyên: Người yêu tiền kiếp | Như        | Luk Vân             |
| 2020 | Sắc đẹp dối trá                 | Bảo Kỳ     | Kay Nguyễn          |
| 2022 | Chìa khóa trăm tỷ               | Em gái Mai | Võ Thanh Hòa        |
| 2024 | Nhà gia tiên                    | Dì Út      | Huỳnh Lập           |

### Phim truyền hình
2012| mãi theo bóng em |Thoại lúc trẻ| thvl1

| Năm  | Tựa phim                      | Vai diễn                   | Kênh!       |
| ---- | ----------------------------- | -------------------------- | ----------- |
| 2010 | Cổng mặt trời                 | Nhân viên trung tâm gia sư | HTV7        |
| 2013 | Hẻm cụt                       | Tiên                       | SCTV14      |
| 2015 | Đổi đời                       | Điệu                       | SCTV14      |
| 2015 | Gia đình ngũ quả (phần 2)     | Xiêm                       | THVL1       |
| 2016 | Cô Thắm về làng               | Lý                         | HTV2        |
| 2017 | Mẹ hổ dạy con dâu             | Quỳnh Châu                 | SCTV14      |
| 2017 | Cô thắm về làng 2             | Lý                         | HTV2        |
| 2017 | Hẻm không sợ vợ               | Trâm                       | HTV7        |
| 2018 | Cô thắm về làng 3             | Lý                         | HTV2        |
| 2018 | Gạo nếp gạo tẻ                | Trinh                      | HTV2        |
| 2019 | Cô thắm về làng 4             | Lý                         | HTV2        |
| 2020 | Người đẹp làng hoa            | Hồng Liên                  | THĐT1       |
| 2020 | Hải đường trong gió           | Thành Phụng                | HTV2        |
| 2020 | Gạo nếp gạo tẻ 2              | Hồng                       | HTV2        |
| 2020 | Bẫy mỹ nhân                   | Út Nhỏ                     | MCV Network |
| 2021 | Yêu lại từ đầu                | Mỹ Xuân                    | VTVcab10    |
| 2022 | Ai chết giơ tay - Kẻ độc hành | Nguyên Hồng                | Netflix     |

### Chương trình truyền hình
| Năm  | Chương trình                           | Vai trò              | Mùa/tập               | Kênh  |
| ---- | -------------------------------------- | -------------------- | --------------------- | ----- |
| 2015 | Thiên đường ẩm thực                    | Khách mời            | Tập 1 (mùa 1)         | HTV7  |
| 2015 | Tuyệt đỉnh giác quan                   | Khách mời            | Tập 6                 | THVL1 |
| 2016 | Hàng xóm lắm chiêu                     | Người chơi           | Tập 27                | HTV7  |
| 2016 | Cười xuyên Việt phiên bản nghệ sĩ 2016 | Người chơi           | Cả mùa                | THVL1 |
| 2016 | Ơn giời cậu đây rồi!                   | Người chơi           | Tập 7 (mùa 3)         | VTV3  |
| 2017 | Hàng xóm lắm chiêu                     | Người chơi           | Tập 19                | HTV7  |
| 2017 | Kỳ tài thách đấu                       | Khách mời            | Tập 4 (mùa 2)         | HTV7  |
| 2018 | Phiên tòa tình yêu                     | Khách mời            | Tập 2                 | HTV2  |
| 2018 | 7 nụ cười xuân                         | Khách mời            | Tập 6 (mùa 2)         | HTV7  |
| 2018 | Ngạc nhiên chưa                        | Khách mời            | Tập 148               | HTV7  |
| 2018 | Giọng ải giọng ai                      | Khách mời            | Tập 5 & 11 (mùa 3)    | HTV7  |
| 2018 | Siêu bất ngờ                           | Khách mời            | Tập 22 (mùa 3)        | HTV7  |
| 2018 | Tần số tình yêu                        | MC                   | Cả mùa                | HTV7  |
| 2019 | Kỳ tài thách đấu                       | Người chơi           | Tập 9 (mùa 3)         | HTV7  |
| 2019 | Giọng ca bí ẩn                         | Khách mời            | Tập 7 (mùa 2)         | HTV7  |
| 2019 | Chạy đi chờ chi                        | Khách mời            | Tập 9                 | HTV7  |
| 2019 | Giọng ải giọng ai                      | Khách mời            | Tập 4 & 11 (mùa 4)    | HTV7  |
| 2019 | Ca sĩ bí ẩn                            | Người chơi           | Tập 2 (mùa 3)         | HTV7  |
| 2019 | Ơn giời cậu đây rồi!                   | Phó phòng            | Mùa 6                 | VTV3  |
| 2019 | Người bí ẩn                            | Khách mời            | Mùa 6                 | HTV7  |
| 2019 | Ký ức vui vẻ                           | Khách mời            | Tập 4 (mùa 2)         | VTV3  |
| 2019 | Tình khúc giao mùa                     | MC                   | Cả mùa                | HTV7  |
| 2019 | Việt Nam tươi đẹp                      | Khách mời            | Mùa 3                 | HTV7  |
| 2019 | Úm ba la ra chữ gì                     | MC                   | Mùa 1                 | VTV3  |
| 2019 | Sàn đấu ca từ                          | Khách mời            | Tập 11 (mùa 3)        | HTV7  |
| 2020 | Siêu bất ngờ                           | Khách mời            | Tập 6 (mùa 5)         | HTV7  |
| 2020 | Góc bếp thông minh                     | Khách mời            | Tập 1                 | HTV7  |
| 2020 | Chọn đâu cho đúng                      | Người chơi           | Tập 15                | VTV3  |
| 2020 | Chọn ai đây                            | Ban cố vấn           | Mùa 1                 | HTV7  |
| 2020 | Ca sĩ bí ẩn                            | Khách mời            | Tập 3 (mùa 4)         | HTV7  |
| 2020 | Hội ngộ danh hài                       | Khách mời            |                       | HTV7  |
| 2020 | Kỳ tài thách đấu                       | Người chơi           | Tập 17 (mùa 4)        | HTV7  |
| 2020 | 7 nụ cười xuân                         | Khách mời            | Tập 18 (mùa 3)        | HTV7  |
| 2020 | Bí kíp vàng                            | Khách mời            | Tập 9 (mùa 1)         | HTV7  |
| 2020 | Đưa em về nhà                          | Khách mời            | Tập 7                 | HTV2  |
| 2020 | Giọng ải giọng ai                      | Khách mời            | Tập 5 (mùa 5)         | HTV7  |
| 2020 | Sao hỏa sao kim                        | Khách mời            | Tập 4 (mùa 2)         | HTV7  |
| 2020 | Tường lửa                              | Khách mời            | Tập 3 (mùa 2)         | VTV3  |
| 2021 | Bí kíp vàng                            | Đội trưởng           | Mùa 2                 | HTV7  |
| 2021 | 7 nụ cười xuân                         | Khách mời            | Tập 21 (mùa 4)        | HTV7  |
| 2021 | Lạ lắm à nha                           | Người chơi           | Tập 15                | VTV3  |
| 2021 | Chọn ai đây                            | Ban cố vấn           | Mùa 2                 | HTV7  |
| 2021 | Ca sĩ bí ẩn                            | Chủ nhà              | Mùa 5                 | HTV7  |
| 2021 | Ăn đi rồi kể                           | Khách mời            | Tập 3, 4              | HTV2  |
| 2021 | Nhanh như chớp                         | Người chơi           | Tập 15 (mùa 3)        | HTV7  |
| 2021 | Lạ lắm à nha                           | Khách mời            | Tập 15, 25            | VTV3  |
| 2021 | Thực khách vui vẻ                      | Khách mời            | Tập 74                | HTV7  |
| 2022 | Sao nhập ngũ                           | Nhân vật trải nghiệm | Mùa 12                | QPVN  |
| 2022 | Ngại gì thử thách                      | Đội trưởng - MC      | Cả mùa                | HTV7  |
| 2022 | Chọn ai đây                            | Cố vấn               | Nhiều tập             | HTV7  |
| 2022 | Thời tới rồi                           | Người chơi           | Tập 5, 6, 7           | HTV7  |
| 2022 | Nhanh như chớp                         | Người chơi           | Tập 1,9,14,15 (Mùa 4) | HTV7  |
| 2022 | Ngạc nhiên chưa                        | MC                   | Mùa 1                 | HTV7  |
| 2022 | Quýt làm cam chịu                      | Người chơi           | Tập 2, 6              | HTV7  |
| 2023 | Chọn ai đây                            | Cố vấn               | Nhiều tập             | HTV7  |
| 2023 | Hay hay hên                            | Người chơi           |                       | HTV7  |
| 2023 | Quýt làm cam chịu                      | Người chơi           | Tập 22, 25            | HTV7  |
| 2023 | Hành trình rực rỡ                      | Khách mời            | Tập 6, 7, 8           | VTV3  |
| 2023 | La cà hát ca                           | Khách mời            | Tập 13, 14            | HTV7  |
| 2023 | Chiến binh tí hon                      | Đội trưởng           | Nhiều tập             | HTV7  |
| 2023 | 2 ngày 1 đêm                           | Khách mời            | Tập 39, 40, 41        | HTV7  |
| 2023 | Ngạc nhiên chưa                        | MC                   | Mùa 2                 | HTV7  |
| 2024 | Vì bạn xứng đáng                       | Người chơi           | Tập 444               | VTV3  |
| 2024 | Nhập gia tùy tục                       | Giám khảo            |                       | VTV3  |
| 2024 | 7 nụ cười xuân                         | Khách mời            | Mùa 7                 | HTV7  |

### Chương trình chiếu mạng
| Năm  | Chương trình             | Vai trò   | Tập       | Kênh                  |
| ---- | ------------------------ | --------- | --------- | --------------------- |
| 2019 | Muốn ăn phải lăn vào bếp | Khách mời | Tập 1     | Trường Giang Official |
| 2021 | Muốn ăn phải lăn vào tết | Khách mời | Tập 2     | Trường Giang Official |
| 2022 | Nhà trọ Destiny          | Khách mời | Tập 5,6,7 | Trường Giang Official |
| 2023 | Uhmm! Ngon Quá Ngon      | Host      | Full      | Puka Official         |
| 2024 | Minh Tú Mau Mau Tính     | Khách mời | Tập 3,4,7 | Minh Tú Official      |

### Talkshow
| Năm  | Talkshow                       | Tập    | Chú thích       |
| ---- | ------------------------------ | ------ | --------------- |
| 2018 | KingLive - 360 Độ Soi          |        | Puka (Host)     |
| 2020 | Studio H9 - Hẹn cuối tuần 2020 | Tập 30 | Tùng Leo        |
| 2020 | Nói đi ngại gì                 |        | Elly Trần       |
| 2021 | Cốc cốc Sam ơi                 | Tập 5  | Sam (diễn viên) |
| 2021 | Đẹp TALK                       |        | Đẹp Magazine    |
| 2022 | Mời trà                        | Tập 27 | MC Đại Nghĩa    |
| 2022 | Trà chiều cùng Mợ Chảnh        | Tập 11 | Lý Nhã Kỳ       |
| 2022 | Du hành kí ức                  | Tập 10 | MC Quyền Linh   |
| 2023 | Nhật ký ban công               | Tập 8  | Minh Tú         |
| 2023 | High tea with Olivia           | Tập 1  | Olivia Brides   |

### Web-drama
| Năm  | Tên                           | Vai diễn   |
| ---- | ----------------------------- | ---------- |
| 2017 | Biệt đội 1-0-2                | Fan cuồng  |
| 2018 | Ai chết giơ tay               | Bé Hồng    |
| 2022 | Cậu Út cậu con Cúc            | Mợ Thơ     |
| 2022 | Kẻ Độc Hành - Ai Chết Giơ Tay | Bé Hồng    |
| 2022 | Chuyện nhà Tí                 | Thím Út    |
| 2022 | Tết đến rồi về nhà thôi 5     | Pu         |
| 2023 | Cậu Út cậu con Cúc 2          | Mợ Thơ     |
| 2023 | Chuyện nhà Tí 2 - Áo mới      | Thím Út    |
| 2023 | Tết đến rồi về nhà thôi 6     | Pu         |
| 2023 | Chủ tịch giao hàng            | Khách hàng |
| 2024 | Cậu Út cậu con Cúc 3          | Mợ Thơ     |
| 2024 | Chuyện nhà Tí 3               | Thím Út    |
| 2024 | Tết đến rồi về nhà thôi 7     | Pu         |

### Sitcom
| Năm  | Tựa                      | Vai diễn   |
| ---- | ------------------------ | ---------- |
| 2016 | Nhà là để trọ            | Lam Chi    |
| 2017 | Ai mới là bà chủ         | Mai        |
| 2018 | Những bà mẹ bỉm sữa      | Ngọc Hân   |
| 2020 | Người thứ 3              | Đan Thanh  |
| 2021 | Ngôi nhà teen ám         | Cherry Kim |
| 2021 | Đứa em thừa kế           | Bella      |
| 2021 | Số độc đắc               | Ngọc       |
| 2022 | Em gái bất đắc dĩ        | Bella      |
| 2022 | Gia đình hoàn mỹ         | Mây        |
| 2022 | Tâm Lof - Lỡ va vào nhau | Thư        |
| 2023 | Chuyện nhà hạt           | Bắp Nếp    |

### Phim ngắn
| Năm  | Tựa                     | Vai Diễn |
| ---- | ----------------------- | -------- |
| 2018 | Tết của Tài             | Út       |
| 2020 | Tiểu thư ngốc xuống núi | Vợ       |

### MV đã tham gia
| Năm  | Tựa                           | Ca sĩ                    |
| ---- | ----------------------------- | ------------------------ |
| 2016 | Kệ nó đi                      | Chí Thiện                |
| 2017 | Tân thời                      | Jun Phạm                 |
| 2018 | Về quê ăn Tết (Film version)  | Jun Phạm                 |
| 2018 | Về quê ăn Tết (Dance version) | Jun Phạm                 |
| 2021 | Vòng đẹp nha                  | Huỳnh Lập & Bùi Công Nam |
| 2023 | Hoa giấy                      | Lâm Vỹ Dạ                |
| 2023 | Em này                        | Gin Tuấn Kiệt            |

### Ca nhạc
| Năm  | Tên bài hát                  | Nghệ sĩ kết hợp                                            |
| ---- | ---------------------------- | ---------------------------------------------------------- |
| 2018 | Mối duyên quê                | Long Đẹp Trai                                              |
| 2022 | LK Yêu là cưới               | Lâm Vỹ Dạ, Khả Như, Huỳnh Lập, Lê Dương Bảo Lâm, Duy Khánh |
| 2023 | Ngày xuân long phụng sum vầy | Đại Nghĩa, Huỳnh Lập, Duy Khánh, Gin Tuấn Kiệt, Cris Phan  |
| 2023 | Tết miền Tây                 | Lâm Vỹ Dạ, Huỳnh Lập, Duy Khánh                            |
| 2023 | Mần rể miền Tây              | Gin Tuấn Kiệt                                              |
| 2024 | Miền Tây chơi Tết            | Gin Tuấn Kiệt                                              |
| 2024 | Tết Over Dzui                | Phi Phụng, Thu Trang, Tiến Luật, Gin Tuấn Kiệt, Bé Andy    |

## Giải thưởng
| Năm  | Chương trình/ Giải thưởng     | Hạng mục                               | Tác phẩm                       | Kết quả   |
| ---- | ----------------------------- | -------------------------------------- | ------------------------------ | --------- |
| 2015 | Thử thách người nổi tiếng     | Á quân                                 | Nhiều tác phẩm                 | Đoạt giải |
| 2016 | Ngôi Sao Xanh                 | Diễn viên triển vọng                   | Cô Thắm về làng (vai Lý)       | Đoạt giải |
| 2016 | Chương trình: Cười xuyên Việt | Á quân                                 | Hoa xuân (vai Mẹ)              | Đoạt giải |
| 2017 | Mai Vàng                      | Nữ diễn viên sân khấu                  | Hồn anh xác em (Khánh Linh)    | Đề cử     |
| 2019 | Mai Vàng                      | Diễn viên hài                          | Người vô hình (vai Liễu)       | Đề cử     |
| 2022 | Liên hoan kịch nói Toàn quốc  | Huy chương vàng                        | Bao giờ mẹ lấy chồng (vai Mai) | Đoạt giải |
| 2022 | Ngôi Sao Xanh                 | Nữ diễn viên xuất sắc nhất - Web drama | Kẻ độc hành - Ai chết giơ tay  | Đoạt giải |